# ناتالی اوگل
ناتالی اوگل (انگلیسی: Natalie Ogle؛ زادهٔ ۱۹۶۰ میلادی) بازیگر اهل بریتانیا است.
از فیلم‌ها یا مجموعه‌های تلویزیونی که وی در آن‌ها نقش داشته‌است، می‌توان به پوآرو اشاره نمود.